# Waiting for the Barbarians (Oper)
Waiting for the Barbarians ist eine Oper in zwei Akten nach dem gleichnamigen Roman des Nobelpreisträgers J. M. Coetzee aus dem Jahr 1980. Der Komponist Philip Glass erarbeitete den Stoff gemeinsam mit dem Bühnenautor Christopher Hampton. Das Werk wurde am 10. September 2005 im Theater Erfurt uraufgeführt.

## Handlung
Die Romanvorlage von J. M. Coetzee ist eine „Allegorie auf den Krieg zwischen Unterdrücker und Unterdrückten“. Der Präfekt einer Grenzstadt arbeitet gewissenhaft für sein Land. Er lässt sich nicht durch den drohenden Konflikt mit den benachbarten Barbaren beeinflussen. Eine Spezialeinheit der Armee unter Oberst Joll und dem Stabsfeldwebel Mandel erscheint. Sie nehmen Gefangene, foltern sie und schrecken auch vor Mord nicht zurück, um Beweise für die Gefährlichkeit der Barbaren zu erbringen und einen Feldzug zu rechtfertigen. Der Präfekt ergreift Partei für die Barbaren. Er nimmt ein schwer misshandeltes Barbaren-Mädchen auf, pflegt es und bringt es schließlich zu ihrer Familie zurück. Daraufhin wird er selbst als Verräter festgenommen, öffentlich gedemütigt und gefoltert. Nachdem der Feldzug gegen die Barbaren schmählich gescheitert ist, zieht sich die Armee zurück. Der Präfekt ist am Ende wieder frei, aber innerlich gebrochen und voller Fragen.

### Erster Akt
Szene 1. In einer abgelegenen Grenzstadt führt der Präfekt eine Gruppe von Wachleuten und die beiden Offiziere Joll und Mandel über einen Barackenhof in eine verfallene Hütte, in der ein alter Mann und ein Junge gefangen gehalten werden. Oberst Joll trägt eine dunkle Sonnenbrille; Stabsfeldwebel Mandel ist ein junger Mann mit stechenden blauen Augen. Die Gefangenen haben bislang jede Aussage verweigert, und Joll ist gekommen, um sie zum Reden bringen. Er lässt den alten Mann losbinden, um ihn seinen eigenen sicheren Verhörmethoden zu unterziehen.
Szene 2 (erstes Traumbild). Auf dem verschneiten Hauptplatz der Stadt bauen Kinder eine Burg aus Schnee mit einer kleinen roten Fahne. Der Präfekt nähert sich ihnen. Alle Kinder bis auf ein Mädchen verschwinden. Der Präfekt beobachtet aufmerksam, wie es das Burgtor gestaltet.
Szene 3. Nach dem Verhör liegt der alte Mann tot unter einer Decke, während der Junge sich verängstigt in eine Ecke zurückgezogen hat. Joll berichtet dem Präfekt über das Verhör. Der alte Mann habe gelogen und ihn dann angegriffen. Er, Joll, habe ihn zurückgestoßen, worauf der Mann gegen die Wand gefallen sei und sich den Hals gebrochen habe. Anschließend habe der Junge alles gestanden: Wie vermutet haben sich die westlichen „Barbaren“ mit denen des Nordens zusammengeschlossen, und jemand liefere ihnen Waffen. Das erkläre die jüngsten Angriffe auf die Grenzpatrouillen und Reisenden. Um weitere Gefangene für die Befragung zu erhalten, werde der Junge sie am nächsten Tag zum Lager der Barbaren führen. Der Präfekt bezweifelt den Wahrheitsgehalt der Aussage des eingeschüchterten Jungen. Nachdem Joll die Szene verlassen hat, befragt er die Wachen nach dem Ablauf des Verhörs. Sie bestätigen mechanisch die Aussage Jolls. Der Präfekt untersucht die Leiche des alten Mannes und bemerkt, dass ihm ein Auge fehlt – was wohl kaum durch den Sturz verursacht wurde. Er befiehlt, dem Jungen die Fesseln zu lösen und ihm etwas zu essen zu bringen. Außerdem rät er ihm, die Soldaten auf keinen Fall zu seinen Leuten zu führen.
Szene 4. Im Gasthof schreibt der Präfekt an seinem Bericht über das Verhör. Er unterhält sich mit der Köchin, einer ehemaligen Geliebten, über die „kriminelle Dummheit“ Jolls und dessen brutale Verhörmethoden bei offensichtlich völlig harmlosen Gefangenen. Die Köchin holt die aktuelle Geliebte des Präfekts, das hübsche Küchenmädchen „der Star“.
Szene 5. In seinem unordentlichen Büro im Gerichtsgebäude trinkt der Präfekt Tee mit Joll und Mandel. Die beiden rechtfertigen ihre Foltermethoden mit der aktuellen Notsituation. Joll bemerkt auf dem Schreibtisch einige antike Holzstücke mit unbekannten Schriftzeichen – die Archäologie ist ein Hobby des Präfekten. Er versichert dem Präfekten, wie wichtig die Ergebnisse der Verhöre seien. Der Präfekt antwortet sarkastisch, dass die Bürger nun wohl ruhig schlafen können. Nachdem die Offiziere gegangen sind, befiehlt er, alle Gefangenen sofort freizulassen.
Szene 6. Abends liest der Präfekt in seiner Wohnung in einem Buch. Ein Soldat führt ein dunkelhäutiges Barbaren-Mädchen herein, das beim Betteln aufgegriffen wurde. Als er sie deswegen zur Rede stellt, antwortet sie, dass sie von ihren Leuten zurückgelassen wurde. Sie hat offenbar Probleme mit ihren Augen und kann nur aus den Augenwinkeln sehen. Der Präfekt bietet ihr an, bei der Köchin im Gasthof zu wohnen und seine Wäsche zu machen. Dann untersucht er ihre verbundenen Füße und stellt fest, dass ihre Knöchel gebrochen wurden. Er wäscht ihre Füße sorgfältig und lässt sich anschließend erschöpft auf sein Bett fallen. Das Mädchen legt sich vor dem Kamin nieder.
Szene 7 (zweites Traumbild). Es schneit immer noch auf dem Hauptplatz. Die Kinder bauen weiter an ihrer Schneeburg. Erneut nähert sich der Präfekt, und alle bis auf ein Mädchen verschwinden. Sie dreht sich um und zeigt ihr Gesicht: eine glatte weiße Fläche wie Eis. Der Präfekt bietet ihr ein Geldstück an. Sie zeigt keine Reaktion.
Szene 8. In seiner Wohnung bereitet der Präfekt ein Wasserbecken für ein Bad vor. Er fragt das Mädchen, ob sie gerne in der Stadt lebe und wie sie im Gasthof zurechtkomme. Dabei entkleidet er sie. Sie steigt in das Becken und wird von ihm sorgsam gewaschen. Anschließend untersucht er ihre Augen näher und entdeckt eine kleine Narbe. Er führt sie zum Bett, massiert sie und fragt sie nach der Narbe. Nach einigem Zögern erzählt sie von der Folter. Man habe vorgegeben, sie mit einer glühenden Gabel blenden zu wollen und habe sie damit versehentlich berührt. Sie will nicht weiter darüber sprechen und legt sich auf den Teppich vor dem Kamin.
Szene 9. Im Gasthof unterhält sich der Präfekt beim Abendessen mit den beiden Offizieren. Mandel deutet an, dass eine große Offensive gegen die Barbaren geplant sei. Der Präfekt weist ihn auf die Rechte der Barbaren hin, die lediglich frei im Land ihrer Vorfahren leben wollen. Er glaube nicht, dass ein Krieg erfolgreich sein könne. Mandel verlässt gekränkt den Raum. Der Köchin gegenüber bedauert der Präfekt seine Worte.
Szene 10. Nachts kehrt der Präfekt in seine Wohnung zurück. Das Barbaren-Mädchen schläft in seinem Bett. Der Präfekt bietet ihr an, ihre Füße zu massieren. Sie fragt ihn, ob er nicht noch mehr wolle. Er möchte aber ihre Lage nicht ausnutzen. Sie erzählt weitere Details von ihrer Folterung: Ihr Vater musste zusehen und hätte alles gestanden, obwohl er überhaupt nichts wusste. Daraufhin sei er ermordet worden. Sie sei nur deshalb in der Stadt zurückgeblieben, weil sie ihm nahe sein wollte. Der Präfekt verspricht, sie zu ihren Leuten zurückzubringen.
Szene 11 (drittes Traumbild). Auf dem Hauptplatz schneit es nicht mehr. Noch immer bauen die Kinder an ihrer Burg. Der Boden ist mit einer dicken Schneeschicht bedeckt, sodass der Präfekt sich ihnen nur mühsam nähern kann. Die Kinder laufen diesmal nicht davon. Das Mädchen wendet sich ihm zu und lächelt ihn an. Es ist das Barbaren-Mädchen – jung und unversehrt. Er streckt eine Hand nach ihr aus. Nach einer Weile hört das Mädchen auf zu lächeln und dreht sich wieder zu Burg.
Szene 12. Der Präfekt und das Mädchen befinden sich nachts in einem Zelt irgendwo in der Wüste. Der Wind heult. Beide können nicht schlafen. Sie lieben sich.
Szene 13. Der Präfekt und das Mädchen sind mit ihrem Führer und zwei Soldaten am Gebirge angekommen. Sie treffen auf eine Gruppe von Barbaren. Während das Mädchen mit den Barbaren spricht, klärt der Präfekt die Soldaten über den Zweck der Reise auf. Die Barbaren haben sich inzwischen bereit erklärt, das Mädchen aufzunehmen und ihrer Familie zuzuführen. Der Präfekt versucht im letzten Moment, das Mädchen zu überreden, mit ihm in die Stadt zurückzukehren. Sie will diesen Ort jedoch nie wiedersehen und schließt sich den Barbaren an.
Szene 14. Nach seiner Reise ist der Präfekt verhaftet worden und wird in die Hütte der ersten Szene gebracht. Mandel beschuldigt ihn des Hochverrats.

### Zweiter Akt
Szene 1. Der Präfekt befindet sich zwei Monaten in seiner Zelle. Er denkt an die Gefangenschaft und die Folterung des Barbaren-Mädchens am selben Ort. Ein kleines Mädchen bringt ihm Essen. Der Präfekt versucht vergeblich, mit ihr ins Gespräch zu kommen.
Szene 2 (viertes Traumbild). Diesmal liegt kein Schnee auf dem Hauptplatz, jedoch heult der Wind wie in der Wüstenszene, als sich der Präfekt und das Barbaren-Mädchen näher gekommen waren. Hier kniet das Mädchen vom Wind abgewandt in der Mitte des Platzes. Der Präfekt nähert sich ihr. Sie zeigt ihm ihre Knöchel-Verletzungen. Der Präfekt massiert ihre Füße.
Szene 3. Der Barackenhof liegt in hellem Sonnenlicht. In der Ferne sind Musketensalven zu hören. Anschließend läutet eine Glocke. Die Einwohner versammeln sich auf dem Hauptplatz. Soldaten marschieren ein. Sie tragen eine Sänfte, der Oberst Joll entsteigt. Unter den Einwohnern verbreitet sich unterdessen immer stärker werdend das Wort „Barbaren“. Die Soldaten führen eine Gruppe von Gefangenen, die mit Stacheldraht gefesselt sind, mit sich. Auf einen Befehl von Jolls Gehilfen öffnet die Wache die Zelle des Präfekts. Die Soldaten fangen nun ebenfalls an zu singen. Ihr Wort „Feind“ übertönt allmählich die Einwohner. Dieses Wort wurde auch auf die Rücken der Gefangenen graviert. Die Gefangenen knien nieder, und Joll holt vor den Augen des Präfekts einen Hammer hervor. Als der Präfekt gegen diese ungerechte und beschämende Behandlung der Gefangenen protestiert, wird er von einem Sergeanten niedergeschlagen. Zwei Soldaten tragen ihn zurück zu den Baracken. Joll hebt den Hammer und schlägt zu, während sich die Szene verdunkelt.
Szene 4. Joll hat sich im Büro des Präfekts eingerichtet. Bei ihm befindet sich Mandel. Zwei Soldaten bringen den verletzten Präfekt herein. Joll fragt ihn nach der Bedeutung der alten Holzstücke, die er in dem Büro aufbewahrt hatte. Er vermutet, dass es sich um verschlüsselte Nachrichten zwischen ihm und dem Feind handelt. Der Präfekt erfindet einige dieser Botschaften: Das erste sei ein Gruß an die Tochter des Absenders; das zweite berichte von der Verhaftung seines Sohnes, den er nach mehreren Tagen mit gebrochenen Knöcheln und geblendet in einer Baracke wiedergefunden habe; das dritte enthalte das barbarische Symbol für „Krieg“, das von der Seite betrachtet zugleich das Zeichen für „Gerechtigkeit“ sei. Joll erklärt dem Präfekt, dass er im Volk keineswegs so angesehen sei, wie er wohl denke. Er werde im Gegenteil für einen lästigen alten Narren gehalten, der den Feind verharmlose. Der Präfekt entgegnet, dass Joll selbst der Feind sei. Vor seiner Ankunft habe es keine Probleme gegeben, und die Bedrohung sei erfunden. Joll fordert von ihm eine detaillierte Angabe seiner Kontakte mit dem Gegner. Der Präfekt erklärt, dass sie rein persönlich seien. Joll übergibt ihn der Aufsicht Mandels.
Szene 5. Der Hauptplatz füllt sich mit murrenden Stadtbewohnern. Mandel und einige Soldaten führen den Präfekt herein, der Mühe hat, sich aufrecht zu halten. Um ihn zu demütigen, hat man ihm Frauenkleider angezogen. Das Volk beschimpft und verhöhnt ihn als „Feind“ und „Barbaren-Liebhaber“. Mandel lässt eine Scheinhinrichtung durchführen, bei der der Präfekt an einem Maulbeerbaum aufgehängt wird.
Szene 6. Wieder in seiner Zelle versucht der Präfekt, trotz seiner verrenkten Schultern eine Mahlzeit zu sich zu nehmen. Mandel tritt ein und stößt die Essensschale weg. Er erklärt, man könne es sich nicht mehr leisten, ihn durchzufüttern. Er lässt den Präfekt frei. Seine Wohnung hat er allerdings selbst in Beschlag genommen, sodass der Präfekt auf der Straße leben muss. Der Präfekt fragt ihn, wie er es schafft, abends nach seiner Arbeit etwas essen zu können. Mandel stößt ihn brutal hinaus und beschimpft ihn grob. Der Präfekt setzt sich in den Schatten des Maulbeerbaumes.
Szene 7 (fünftes Traumbild). Auf dem verschneiten Hauptplatz arbeitet das Barbaren-Mädchen an der Schneeburg. Der Präfekt nähert sich ihr mühevoll durch den starken Wind, der dem Mädchen aber nichts auszumachen scheint. Als er sie erreicht und sich ihre Hände streifen, wird er vom Sturm zurückgeweht.
Szene 8. Eines Nachts sitzt der Präfekt unter dem Maulbeerbaum auf dem verlassenen Hauptplatz. Er hat sich dort ein Bett aus Karton und Sackleinen geschaffen. Plötzlich erscheinen Soldaten mit einer Sänfte. Einige von ihnen sind verwundet. Oberst Joll steigt aus der Sänfte – zum ersten Mal ohne seine Sonnenbrille. Der Präfekt, dessen Wunden inzwischen verheilt sind, packt einen der Soldaten und fragt ihn, was geschehen ist. Der Soldat berichtet von ihrem misslungenen Feldzug. Sie seien in die Wüste gelockt und dort aufgerieben worden, ohne die Angreifer richtig zu Gesicht bekommen zu haben. Es kommt zu einem kurzen verächtlichen Wortwechsel zwischen dem Präfekten und Joll. Die Stadtbewohner erscheinen nach und nach. Joll verkündet, dass sich das Militär für den folgenden Winter in die Hauptstadt zurückziehen werde. Die Einwohner beschimpfen nun ihn als „Feind“ und werfen Steine. Joll zieht sich in die Sänfte zurück und verlässt den Platz mit den Soldaten. Der Präfekt erklärt dem Volk, dass die Armee sie ausgeplündert und die Stadt terrorisiert habe und sie nun schutzlos zurücklasse. Auch die Barbaren hätten nicht schlimmer wüten können – doch sie haben kein Interesse an der Stadt.
Szene 9. Der Präfekt liegt nachts im Bett in seiner Wohnung. Die Köchin ist dabei, sich anzuziehen. Sie glaubt, dass er eigentlich lieber mit dem „Star“ zusammen wäre, aber die ist mit einem jungen Mann aus der Stadt geflohen. Das Barbaren-Mädchen dagegen habe nie verstanden, was er von ihr wollte und sei darüber todunglücklich gewesen. Der Präfekt hofft, dass das Mädchen dabei ist, wenn die Barbaren in die Stadt einfallen sollten. Er ist sich sicher, dass sie in diesem Fall niemandem ein Leid zufügen würden.
Szene 10. Schnee fällt auf den Hauptplatz und den Barackenhof. Ein paar Kinder bauen einen Schneemann. Eines der Kinder trägt denselben Mantel wie das Barbaren-Mädchen in den Träumen des Präfekts. Die Köchin leert einen Eimer Wasser auf den Boden. Der Präfekt versucht, sich über das Geschehene im Klaren zu werden. Noch versteht er viel zu wenig davon. Er nähert sich den Kindern und zieht die Kapuze des Kindes mit dem Mantel zurück. Es ist nicht das Barbaren-Mädchen.

## Gestaltung

### Besetzung
Die Oper sieht folgende Besetzung vor:
Primäre Gesangsbesetzung
- 2 Soprane
- 2 Baritone
- 2 Bässe

Sekundäre Gesangsbesetzung
- 4 Tenöre
- 2 Baritone
- Ein Kind

Orchester
- 2 Flöten (auch Piccolo), 2 Oboen, 2 Klarinetten (Klarinette in A und Kontrabassklarinette/Bassklarinette), 2 Fagotte
- 4 Hörner, 3 Trompeten, 2 Posaunen mit Bassposaune, Tuba
- 5 Schlagzeuger
- Harfe, Klavier, Celesta
- Streicher (12 erste Violinen, 10 zweite Violinen, 8 Bratschen, 6 Violoncelli, 4 Kontrabässe)

### Struktur
Die Oper besteht aus einem Vorspiel und vierzehn Szenen im ersten Akt sowie zehn Szenen im zweiten Akt:
- Erster Akt
  - Prelude
  - Szene 1: „In Fact, We Never Had a Prison“
  - Szene 2: Dreamscape No. 1 (Erstes Traumbild)
  - Szene 3: „You Sent for Me“
  - Szene 4: „You’re Working Late“
  - Szene 5: „Normally Speaking, We Would Never Approve of Torture…“
  - Szene 6: „Take off Your Cap“
  - Szene 7: Dreamscape No. 2 (Zweites Traumbild)
  - Szene 8: „Do You Like Living in the Town?“
  - Szene 9: „…To Demonstrate Our Strength to the Barbarians“
  - Szene 10: „Did you have a good evening?“
  - Szene 11: Dreamscape No. 3 (Drittes Traumbild)
  - Szene 12: „What is it?“
  - Szene 13: „Can you see them?“ (Trip into the Mountains)
  - Szene 14: „Who Gave You Permission to Desert Your Post?“
- Zweiter Akt
  - Szene 1: „Here, In the Dark“
  - Szene 2: Dreamscape No. 4 (Viertes Traumbild)
  - Szene 3: „What is Going On?“
  - Prolog zu Szene 4
  - Szene 4: „Perhaps You Would Be So Kind“
  - Szene 5: „Enemy, Barbarian Lover!“
  - Szene 6: „So We’re Still Feeding You Well?“
  - Szene 7: Dreamscape No. 5 (Fünftes Traumbild)
  - Szene 8: „Tell Me, What Has Happened“
  - Szene 9: „You Don’t Have to Go“
  - Szene 10: „Our Town is Beautiful“

## Werkgeschichte
Das Werk entstand im Auftrag des Theaters Erfurt. Die Uraufführung fand dort am 10. September 2005 unter der musikalischen Leitung von Dennis Russell Davies statt. Die Inszenierung stammte von Guy Montavon, das Bühnenbild von George Tsypin und die Kostüme von Hank Irwin Kittel. Die Darsteller waren Richard Salter (Präfekt), Eugene Perry (Joll), Michael Tews (Mandel), Elvira Soukop (Barbarisches Mädchen), Kelly God (Köchin), Marisca Mulder (Star), Andreas Mitschke (Alter Mann) und Grit Redlich (Kleines Mädchen).
Eine weitere Aufführungsreihe gab es 2006 in Amsterdam. In den USA wurde es erstmals am 19. Januar 2007 von der Austin Lyric Opera in der Bass Concert Hall auf dem Campus der University of Texas at Austin aufgeführt. 2008 gab es Aufführungen im Barbican Centre in London mit dem Erfurter Ensemble. Eine CD erschien 2008 bei Orange Mountain Music (OMM0039).